# José Carlos da Fonseca
José Carlos da Fonseca (Lospalos, 19 de Setembro de 1994) é um futebolista timorense que atua como médio. Atualmente joga pelo Phayao FC, da Tailândia.

## Carreira internacional
José fez sua estreia pela seleção sénior em 21 de novembro de 2010, no amistoso contra a Indonésia, com 16 anos e 63 dias.